# Zəngilan (Rayon)
Zəngilan ist ein im Südwesten Aserbaidschans gelegener Rayon. Die Hauptstadt des Bezirks ist die Stadt Zəngilan. Der Bezirk grenzt im Osten an Iran und im Westen an Armenien. Von 1993 bis 2020 stand er unter Kontrolle der international nicht anerkannten Republik Arzach.

## Geschichte
Im Mittelalter war die Region bekannt durch die Festung Grham, die ihr später auch den Namen gab und von größer strategischer Bedeutung war. 1930 wurde der Bezirk Zəngilan geschaffen, 1993 im Zuge des zum offenen Krieg eskalierten Bergkarabachkonflikts von bergkarabachischen Truppen besetzt. Seitdem wurde Zəngilan von der international nicht anerkannten Republik Arzach als Teil der Provinz Kaschatach verwaltet.
Während des Krieges um Bergkarabach 2020 konnte Aserbaidschan im Laufe des Oktobers 2020 weite Teile des Rayon zurückerobern. Nach der Unterzeichnung eines Waffenstillstands im November 2020 wurden von den armenischen Einheiten die verbliebenen Stellungen geräumt.

## Geografie
Der Bezirk hat eine Fläche von 707 km² und beherbergt den Basutchay-Nationalpark. Die Region liegt im Tal des Aras in den Ausläufern des Barguschat-Gebirges und der Meghriberge, die zum Kleinen Kaukasus gehören. Aus den Gebirgen fließen die Flüsse Voghdschi, Tsav und Hakari durch den Bezirk in den Aras. Der westliche, höher liegende Teil des rayon ist bewaldet. Es gibt Vorkommen an Molybdän, Gold und Granit. Die größten Orte sind die Hauptstadt Zəngilan und die Stadt Mincivan.

## Bevölkerung
Nach aserbaidschanischen Angaben hatte der Rayon 2009 39.100 Einwohner. Vor 1992 lebten hier vor allem Aserbaidschaner und Kurden. Der Anteil der Armenier sank seit 1950 fast auf Null. Nach der Besetzung floh ein Teil der Bevölkerung in andere Teile Aserbaidschans. Nachdem Aserbaidschan das Gebiet 2020 zurückerobert hatte, wurden im Juli 2022 die ersten Flüchtlingsfamilien hier wieder angesiedelt, in neu errichteten Häusern in der Ortschaft Agaly. Die 48 Rückkehrer waren seit den 1990er Jahren in provisorischen Unterkünften namens Zəngilan im Bezirk Abşeron untergebracht.

## Ortschaften
- Birinci Ağalı
- Mincivan
- Vejnəli
- Zəngilan

## Wirtschaft
Die Region ist landwirtschaftlich geprägt. Es werden Tabak, Kartoffeln, Obst und Getreide angebaut. Außerdem gibt es Keltereien und Molkereien. Die Bahnlinie durch den Bezirk, die Baku und Nachitschewan verbindet, ist seit der Besetzung durch Armenien außer Betrieb.

## Kultur
Bei den Siedlungen Bartaz und Kechikli befinden sich Türme aus dem 16. Jahrhundert. Es gibt einige armenische Kirchen und Klöster sowie eine alte Festungsanlage im Südwesten des Bezirks.